# 大アフリカ
大アフリカ（だいアフリカ）は、TBSビジョン・BS-i（現BS-TBS）制作のアフリカをテーマとした紀行ドキュメンタリー番組（2000年制作）。全5回。語りは緒形拳。BS-iでは幾度か再放送がなされている。

## 構成
- 第1回「大地」（出演・養老孟司）
- 第2回「生命」（出演・養老孟司）
- 第3回「ヒト」（出演・小林薫）
- 第4回「王国」（出演・久石譲）
- 第5回「パワー」（出演・山田詠美）

## テーマ音楽
- 「ADZIDA」（久石譲）

## スタッフ
- 監修:諏訪兼位（第1回）、小原秀雄（第2回）、石田英實（第3回）、嶋田義仁（第4回）、阿久津昌三（第4回）、峯陽一（第5回）、佐藤誠（第5回）、小川了（第5回）
- 構成:生田萬（第1回・第3回・第5回）、松谷光絵（第2回）、勝見明（第4回）、
- ディレクター:高城千昭（第1回・第2回・第3回）、河野英輔（第4回・第5回）
- プロデューサー:大谷宣英、中川悦朗、大野清司、門脇利枝
- 制作著作:TBSビジョン・BS-i